# تاريخ ماكدونالدز

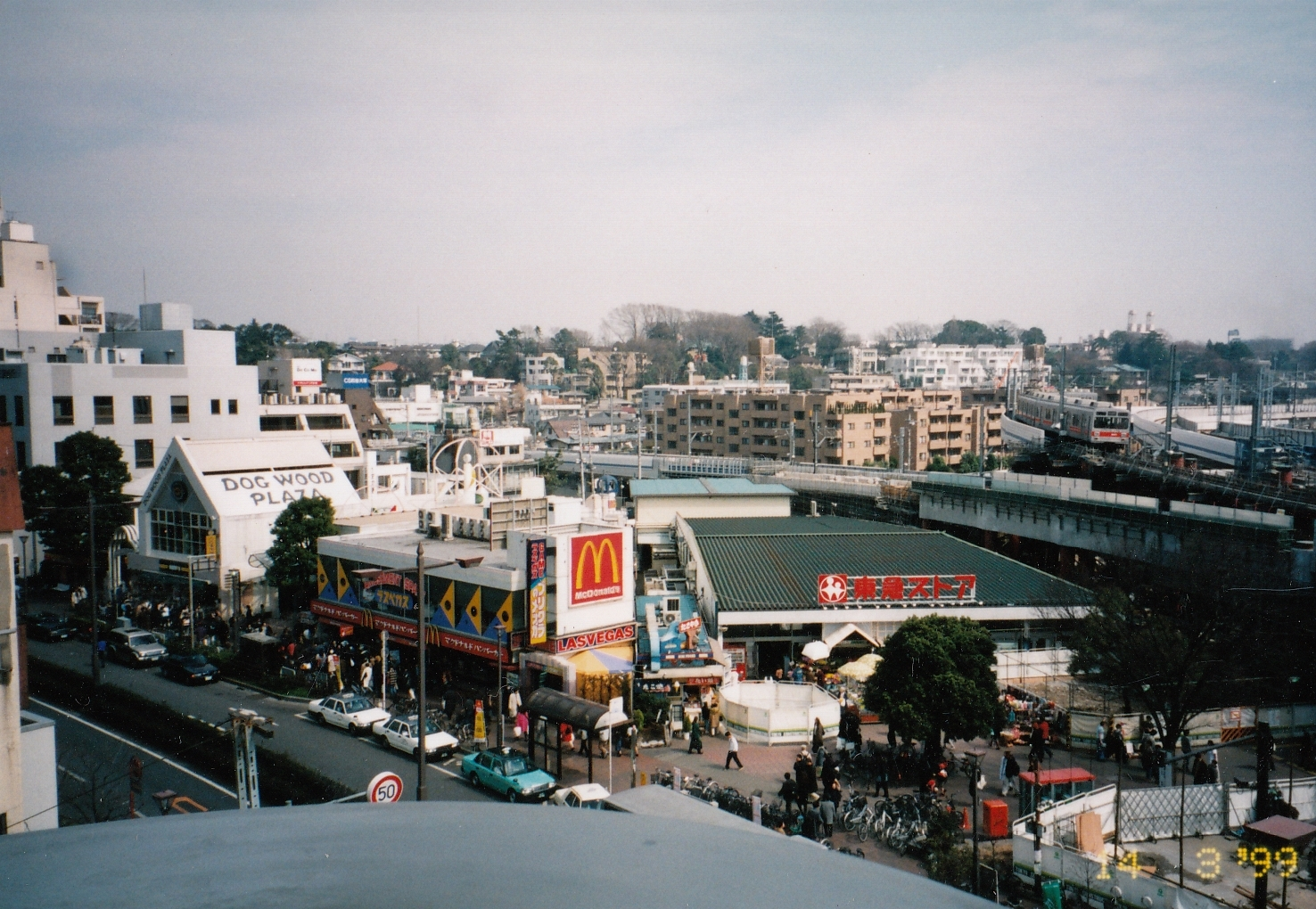
تظهر الصورة لوحة اشهارية تحمل علامة ماكدونالدز

هذا التاريخ من ماكدونالدز هو لمحة عامة عن المطعم الأصلي والسلسلة.

## التاريخ المبكر
انتقلت عائلة ماكدونالد من مانشيستر، نيو هامبشاير إلى هوليوود، كاليفورنيا في أواخر ثلاثينيات القرن العشرين، حيث بدأ الأخوان ريتشارد وموريس ماكدونالد («ديك» و «ماك») العمل كمحركين مبدعين وأعمال فنية في استوديوهات موشن.في عام 1937، افتتح والدهم باتريك ماكدونالد "The Airdrome"، موقف الطعام، على هنتنغتون درايف (الطريق 66) بالقرب من مطار مونروفيا في مقاطعة مونروفيا في مقاطعة لوس أنجلوس، كاليفورنيا  حيث كانت الهوت دوغ أحد العناصر الأولى تم البيع. وأضيفت قائمة هامبورغ لاحقا إلى القائمة بتكلفة عشرة سنتات مع عصير برتقال بدون شراب بخمسة سنتات. في عام 1940، قام موريس وريتشارد بنقل المبنى بالكامل على بعد 40 ميلاً (64 كم) شرقاً، إلى غربين 14 و 1398 شمالاً في سان برناردينو، كاليفورنيا. تمت إعادة تسمية المطعم باسم «ماكدونالدز بار-بي-كيو»، وكان يحتوي على 25 من عناصر القائمة، معظمها الشواء.